# Patriarcato di Baghdad dei Caldei
Il patriarcato di Baghdad dei Caldei (in latino Patriarchatus Bagdathensis Chaldaeorum) è una Chiesa patriarcale sui iuris della Chiesa cattolica. Dal 1724 al 18 febbraio 2022 il nome della sede patriarcale è stato Babilonia dei Caldei.
È retto dal patriarca cardinale Louis Raphaël I Sako, eletto dal Santo Sinodo della Chiesa cattolica caldea il 31 gennaio 2013 e intronizzato il 6 marzo successivo.

## Territorio
Il patriarcato estende la sua giurisdizione su tutti i fedeli cattolici caldei che dimorano nel territorio proprio della Chiesa cattolica caldea, ossia nelle regioni che tradizionalmente sono riconosciute come il luogo di origine di questa Chiesa sui iuris.
A partire dal 1960 i patriarchi caldei hanno trasferito la loro sede da Mosul a Baghdad, per cui la diocesi propria del patriarcato è l'arcieparchia di Baghdad dei Caldei, dove si trova la cattedrale patriarcale di San Giuseppe.
Dipendono direttamente dal patriarca di Baghdad dei Caldei:
- Gerusalemme, territorio non costituito in circoscrizione ecclesiastica; nel 2022 protosincello (ossia vicario generale) è il sacerdote Paul Collin;
- Giordania, altro territorio non costituito in circoscrizione ecclesiastica; nel 2022 protosincello è il sacerdote Zaid Habbaba, la cui sede è ad Amman; sono censiti 2.500 cattolici in una sola parrocchia.

Il patriarca cattolico caldeo è membro di diritto del Consiglio dei patriarchi cattolici d'Oriente.

## Storia
Il patriarcato, che trae origine dall'arcidiocesi di Seleucia-Ctesifonte eretta nel III secolo, è stato istituito il 20 aprile 1553.
Il Patriarcato cattolico caldeo trae origine da una scissione all'interno della Chiesa d'Oriente, verificatasi nel XVI secolo, quando dall'allora patriarca Mar Shimun IV (c. 1437-1497) venne emanato un decreto per il quale il titolo di Patriarca diventava ereditario nell'ambito della sua famiglia. Ciò scatenò l'opposizione di gran parte della gerarchia ecclesiastica e nel 1552 venne eletto un patriarca antagonista nella persona di Yochanan Sulaqa. Quest'ultimo si recò a Roma, accompagnato da alcuni missionari francescani, per incontrarsi con papa Giulio III. Ristabilì la comunione con la cattolicità e nel 1553 il papa creò il «Patriarcato della Chiesa cattolica di rito caldeo».
La Chiesa d'Oriente ebbe allora due capi antagonisti:
- Shimun VII, patriarca ereditario con sede ad Alqosh (nell'odierno Iraq settentrionale);
- Yochanan Sulaqa VIII, patriarca nominato dal Papa, con sede ad Amida (oggi Diyarbakır, nel Kurdistan turco). Nel 1555, due anni dopo la nomina a patriarca, Yochanan Sulaqa fu ucciso dai musulmani, dietro istigazione di Shimun VII.

Questo contrasto ebbe fine nel 1662 quando l'allora patriarca di Diyarbakir, Mar Shimun XIII Denha, interruppe le relazioni con Roma e trasferì la sua sede nel villaggio di Qodchanis (nell'odierna Turchia). Il risultato fu che i patriarchi non in comunione con Roma divennero due. Il vescovo Yosep I, che precedentemente faceva parte della gerarchia del patriarca di Alqosh, scelse di stare con i cattolici e più tardi fu riconosciuto dal governo civile (turco) come patriarca di Diyarbakir. Poi, nel 1681 Roma lo riconobbe come pastore dei credenti siro-orientali ancora fedeli al pontefice, gruppo che divenne la Chiesa cattolica caldea.
Nel 1771 il patriarca di Alqosh, Eliyya XII, sottoscrisse una professione di fede cattolica, creando una situazione di due presuli in comunione con Roma e uno non in comunione. La professione di fede di Eliyya XII fu ripudiata nel 1778 dal suo successore Eliyya XIII. La Santa Sede nel 1783 riconobbe un suo rivale, il cattolico Yukhannan VIII Hormizd, come vescovo di Mosul e amministratore delle chiese caldee non soggette al patriarcato di Diyarbakır. La risultante situazione di due principali presuli cattolici e due patriarchi non in comunione con Roma fu risolta con la morte di uno dei "nestoriani" nel 1804 e la nomina nel 1830 di Yukhannan VIII Hormizd come Patriarca di Babilonia dei Caldei e pastore di tutti i siro-orientali cattolici. I capi successivi della Chiesa cattolica caldea sono i suoi successori, mentre i capi della Chiesa assira d'Oriente e dell'Antica Chiesa d'Oriente sono successori di Shimun XIII Denha.
Nel 2021 il Sinodo della Chiesa Caldea ha votato il cambiamento del titolo da quello di Babilonia dei Caldei, usato dal 1724, a quello attuale, Baghdad dei Caldei, a motivo del fatto che la città di Babilonia non fu mai sede del patriarca. Il 19 febbraio 2022 papa Francesco ha accolto la proposta e il cambiamento del titolo è diventato effettivo.

### Serie patriarcali
Si distinguono tre serie di patriarchi caldei in comunione con la sede di Roma:
1. la prima serie, chiamata dei Simoniti, comprende i patriarchi da Shimun VIII Sulaqa a Shimun XII; essi posero la loro residenza in diverse città: Amida (o Diyarbakır - 1553-1555), Seert (1555-1580), Salmas (1580-1625 o 1638) e Urmia (1625 o 1638-1662);
2. la seconda serie, chiamata dei Josephiti, comprende i quattro patriarchi con il nome di Yosep, dal 1681 al 1781; essi avevano come sede Amida;
3. la terza serie di patriarchi cattolici, è quella che inizia con Yukhannan VIII Hormizd e continua ancora oggi; sede patriarcale fu Mosul fino a Yosep VII Ghanima († 1959), che trasferì la sede a Baghdad.

### Collegio di Babilonia
Il Pontificio Collegio di Babilonia per la Filosofia e la Teologia è la massima istituzione teologica del Patriarcato caldeo di Babilonia. Fondato nel 1991 per decreto di Raphaël I Bidawid, dal 1997 è riconosciuto dalla Pontificia università urbaniana, alla quale è affiliato dal 2000. Nel 2003 il Collegio fu trasferito a Erbil per motivi di sicurezza.

## Cronotassi dei patriarchi
Si omettono i periodi di sede vacante non superiori ai 2 anni o non storicamente accertati.

### Babilonia dei Caldei
- Shimun VIII Sulaqa † (28 aprile 1553 confermato[7] - gennaio 1555 deceduto)
- Abdisho IV Maron † (17 aprile 1562 confermato - 11 settembre 1570 deceduto)
- Yab-Alaha IV Shimun † (1567 o 1578 eletto - 1579 o 1580 deceduto)
- Shimun IX Denha † (16 giugno 1581 confermato - 1600 deceduto)
- Shimun X Eliyya † (1600 eletto - 1638 deceduto)
- Shimun XI Eshuyow † (1638 eletto - 1656 deceduto)
- Shimun XII Yoalaha † (1656 eletto - 1662 deceduto)
  - Sede vacante (1662-1681)
- Yosep I † (8 gennaio o 20 maggio 1681 nominato - 1695 dimesso)
- Yosep II Bet Ma'aruf † (21 maggio o 18 giugno 1696 confermato - 1713 deceduto)
- Yosep III Maraugin † (18 marzo 1714 confermato - 23 gennaio 1757 deceduto)[8]
- Yosep IV Hindi † (25 marzo 1759 confermato - 1781 dimesso)
  - Sede vacante (1781-1830)
  - Augustin Hindi (Yosep V) † (1781 - 3 aprile 1827 deceduto) (amministratore patriarcale)
- Yukhannan VIII Hormizd † (5 luglio 1830 nominato - 14 agosto 1838 deceduto)
- Nikolas I Eshaya † (25 settembre 1838 nominato - maggio 1847 dimesso)
- Yosep VI Audo † (11 settembre 1848 confermato - 14 marzo 1878 deceduto)
- Eliya XIV Abulyonan † (28 febbraio 1879 confermato - 27 giugno 1894 deceduto)
- Audishu V Khayyat † (28 marzo 1895 confermato - 6 novembre 1899 deceduto)
- Yosep Emmanuel II Thoma † (17 dicembre 1900 confermato - 21 luglio 1947 deceduto)
- Yosep VII Ghanima † (21 giugno 1948 confermato - 8 luglio 1958 deceduto)
- Paul II Cheikho † (13 dicembre 1958 eletto - 13 aprile 1989 deceduto)
- Raphaël I Bidawid † (21 maggio 1989 eletto - 7 luglio 2003 deceduto)
- Emmanuel III Delly † (3 dicembre 2003 eletto - 19 dicembre 2012 dimesso)
- Louis Raphaël I Sako (31 gennaio 2013 - 19 febbraio 2022)

### Baghdad dei Caldei
- Louis Raphaël I Sako, dal 19 febbraio 2022